# Зингер, Исроэл-Иешуа
Исро́эл-Иешу́а Зи́нгер (идиш ישראל יהושע זינגער‎ — Исру́эл-Ши́е Зи́нгер, англ. Israel Joshua Singer; 30 ноября 1893, Белгорай, Люблинская губерния, Царство Польское — 10 февраля 1944, Нью-Йорк) — еврейский писатель, старший брат Исаака Башевиса-Зингера.

## Биография
Исроэл-Иешуа Зингер родился 30 октября 1893 года в Белгорае в семье раввина хасидского двора. Учился в Варшаве, затем порвал с семьёй и стал чернорабочим. В 1915 году попробовал себя на литературном поприще, опубликовав несколько новелл. В 1918 году переехал в Киев, где работал газетным корректором. Печатался в различных газетах и сборниках. В 1921 году поселился в Варшаве, где участвовал почти во всех литературных изданиях, выходивших в Польше. В 1926 году Зингер посетил СССР и свои впечатления собрал в книгу «Новая Россия» (1928). Опубликовал несколько сборников рассказов. В 1933 году переехал в США.
Зингер приобрёл известность как мастер «семейной эпопеи», романов-хроник, охватывающих жизнь нескольких поколений и различных слоев общества.
Умер от сердечного приступа в возрасте 50 лет в Нью-Йорке 10 февраля 1944 года.

## Произведения
- Боль земли (1922)
- Перл (1922)
- Иоше Калб (1932)
- Братья Ашкенази (1936)
- Товарищ Нахман (1938)
- Семья Карновских (1943)

## Издания на русском языке
- Рассказы («Лёд тронулся» в переводе Ирины Каган; «Жемчуг», «Сырая глина» и «Старый город» в переводе Анны Гинзбург). Серия «Еврейские писатели», вып. № 7. С критико-биографическим очерком О. Рапопорта. — Шанхай: Еврейская книга, 1943.
- Семья Карновских (роман). Перевод Исроэла Некрасова. — М.: Текст, 2010.
- Чужак: повести. Перевод Игоря Булатовского и Валерия Дымшица. — М.: Текст, 2011.
- Станция Бахмач: повести. Перевод Игоря Булатовского и Валерия Дымшица. — М.: Текст, 2011.
- Братья Ашкенази (роман). Перевод Велвла Чернина. — М.: Текст, 2012.
- О мире, которого больше нет: Часть 1. Перевод А. Полян, А. Фруман, И. Булатовского, М. Бендета, В. Федченко и В. Дымшица. — М.: Текст, 2013.
- Жемчуг (рассказы). Перевод Аси Фруман. — М.: Книжники, 2014.
- Йоше-телок (роман). Перевод Аси Фруман. — М.: Текст, 2015.
- На чужой земле: рассказы и повести. Перевод Исроэла Некрасова. М.: Текст, 2016.